# Cheirogaleus adipicaudatus
Cheirogaleus adipicaudatus é uma espécie de lêmure pertencente à família Cheirogaleidae.